# Roland Meier
Pour les articles homonymes, voir Meier.
Roland Meier (né le 22 novembre 1967 à Dänikon) est un ancien coureur cycliste suisse.

## Biographie

### Carrière amateur
Meier est seizième du championnat du monde sur route amateurs 1990. Sélectionné pour les Jeux olympiques de Barcelone, il se classe 19e de la course en ligne et fait partie de l'équipe de Suisse qui est septième du contre-la-montre par équipes. Meier est également troisième du contre-la-montre par équipes des championnats du monde 1993.

### Carrière professionnelle
Roland Meier commence sa carrière professionnelle en 1994 dans l'équipe TVM. Il devient champion de Suisse du contre-la-montre l'année suivante.
Il se révèle au plus haut niveau lors du Critérium du Dauphiné libéré en 1997. Surprenant troisième du contre-la-montre derrière les spécialistes Viatcheslav Ekimov et Abraham Olano, il figure un temps en troisième place du classement général.
Roland Meier est recruté en septembre 1997 par la formation française Cofidis. Il y réalise sa meilleure saison. Au printemps, il finit cinquième de la Bicyclette basque et du Tour de Romandie et sixième du Tour de Suisse. Le Tour de France 1998 constitue un sommet dans sa carrière. Engagé afin d'épauler le leader Francesco Casagrande qui abandonne à la dixième étape, il s'échappe lors de la onzième étape, passe les cols de la Core et de Port en tête, avant de n'être repris que par Marco Pantani dans la montée vers le plateau de Beille. Cette performance, ainsi qu'un bon contre-la-montre au Creusot (10e), lui permet de finir 7e de ce Tour perturbé par l'affaire Festina. L'équipe Cofidis est sacrée meilleure équipe de l'épreuve, avec notamment les places de Bobby Julich (3e) et Christophe Rinero (4e).
En 1999, Roland Meier prend la cinquième place de la Classique des Alpes puis participe à son deuxième Tour. Le leader de Cofidis, Bobby Julich abandonne rapidement. L'équipe a moins de réussite qu'en 1998 et Meier obtient le meilleur résultat avec une 15e place finale.
Après une dernière année plus terne chez Cofidis, il est recruté en 2001 par l'équipe allemande Team Coast. En avril, il est contrôlé positif à l'EPO à l'issue de la Flèche wallonne. Suspendu huit mois par la fédération suisse et étant le premier coureur à l'être spécifiquement pour une prise d'EPO détectée par un contrôle, il ne trouvera plus d'employeur.
Le nom de Roland Meier apparaît le 24 juillet 2013 dans un rapport rendu par le Sénat concernant le Tour de France 1998. Sur cette édition du Tour de France, des tests rétroactifs sont menés en 2004 par l'AFLD sur de nombreux échantillons d'urine pour déceler la présence d'EPO. Les données sont anonymes mais l'enquête de la commission d'enquête sénatoriale permet de mettre en évidence les noms des personnes concernées. Meier apparaît dans la liste des coureurs dont le contrôle apparait comme « suspect » quand d'autres sont déclarés positifs ou négatifs. Philippe Gaumont, coéquipier de Meier en 1998, écrit de son côté dans son autobiographie que l'équipe Cofidis pour ce Tour de France avait reçu en préparation de la compétition de l'EPO et de l'hormone de croissance,.

## Palmarès
| - 1990 - 1re étape de la Ronde de l'Isard - 3e du Grand Prix Guillaume Tell - 1991 - 2e du Tour de Nouvelle-Calédonie - 3e de la Flèche du Sud - 1992 - 2e du Grand Prix Guillaume Tell - 2e du Tour du Schynberg - 2e du GP Commune de Meyrin - 2e du Tour du Leimental - 2e du Championnat de Zurich amateurs - 2e du Grand Prix Mendrisio - 1993 - Champion de Suisse sur route amateurs - 6e et 8e étapes du Tour d'Autriche - Tour du Stausee - Tour du Schynberg - 4e étape du Tour du Vaucluse - 2e du championnat de Suisse du contre-la-montre - 2e du Grand Prix de Lugano - 2e du Tour d'Autriche - 2e du Tour de Suisse orientale - 3e du Giro dei Sei Comuni - 3e du Tour de Rhénanie-Palatinat - 3e du championnat du monde du contre-la-montre par équipes - 3e du Grand Prix Mendrisio | - 1995 - Champion de Suisse du contre-la-montre - 1996 - Tour de Suisse orientale : - Classement général - 1re et 4e (contre-la-montre) étapes - Tour du Schynberg - 1997 - 2e étape du Grand Prix Guillaume Tell - 2e du championnat de Suisse sur route - 2e du Tour du Schynberg - 3e du Regio-Tour - 5e du Tour de Suisse - 1998 - 3e du championnat de Suisse du contre-la-montre - 5e du Tour de Romandie - 6e du Tour de Suisse - 7e du Tour de France - 1999 - 5e de la Classique des Alpes - 2000 - 8e du Tour de Romandie |  |

## Résultats sur les grands tours

### Tour de France
3 participations
- 1998 : 7e
- 1999 : 15e
- 2000 : 44e

### Tour d'Espagne
3 participations
- 1994 : 99e
- 1995 : 108e
- 1999 : abandon (10e étape)

### Tour d'Italie
1 participation
- 1995 : abandon